# Mordella calodema
Mordella calodema es una especie de coleóptero de la familia Mordellidae.

## Distribución geográfica
Habita en Nueva Gales del Sur Australia.